# Chrysomya bezziana
La crisomia di Bezzi o mosca d'oro (Chrysomyia bezziana Villeneuve, 1914) è un insetto dittero della famiglia dei Calliforidi. Il nome scientifico della specie è dedicato all'entomologo Mario Bezzi.

## Distribuzione
La specie è diffusa in tutta l'area tropicale del Vecchio Mondo: la si trova infatti in Africa tropicale e subtropicale, Medio Oriente, subcontinente indiano e penisola malese, a est fino alla Nuova Guinea. Nell'ambito del proprio areale, questa mosca è reperibile fino ad oltre 2500 m d'altitudine.

La specie potrebbe inoltre diffondersi in altre aree dove l'ambiente si riveli favorevole alla sua proliferazione, in particolare in America centrale e meridionale (dove tuttavia è già presente la specie Cochliomyia hominivorax, dalle abitudini molto simili) e soprattutto in Australia; la preoccupazione per un'eventuale introduzione, anche accidentale, di questa mosca nell'isola dalla vicina Nuova Guinea ha fatto sì che siano state emanate severe norme di quarantena per il bestiame d'importazione.

## Descrizione

### Dimensioni
L'insetto perfetto misura fra gli 8 ed i 12 mm.

### Aspetto
Gli spiracoli anteriori hanno da 4 a 6 lobi, occasionalmente 7.
Le larve sono lisce e presentano gli spiracoli posteriori non nascosti e con peritremo aperto, mentre quelli anteriori hanno da 4 a 6 (occasionalmente 7) lobi. Gli spiracoli del dodicesimo segmento presentano colorazione scura solo sulla metà distale.
L'insetto perfetto è simile alle comuni mosche: esso presenta testa nera e gialla e sottili setole dello stesso colore. Il corpo è invece blu o verde metallico, con fitte bande più scure sui tergiti; le zampe sono di colore bruno scuro o nere. Gli spiracoli anteriori hanno margini esterni bruni od aranciati.

## Biologia
Questa mosca è spesso causa di miasi: depone infatti le uova sulle ferite (ma a volte anche sulla pelle integra) di bovini ed equini, ed anche di esseri umani; le larve nascono al massimo dopo 24 ore, penetrano nei tessuti nutrendosi di essi, e raggiunta la maturità dopo una settimana escono, cadono nel terreno dove si trasformano in pupe e, dopo 6-8 giorni, in mosche adulte.